# Рохас, Эладио
Эла́дио Альбе́рто Ро́хас Ди́ас (исп. Eladio Alberto Rojas Díaz; 8 ноября 1934, Тьерра-Амарилья — 13 января 1991, Винья-дель-Мар) — чилийский футболист, полузащитник.

## Карьера
Хотя Рохас начал карьеру в качестве нападающего, в основном он играл на позиции опорного полузащитника.

### Клубная
Рохас дебютировал в 1954 году за клуб «Эвертон» (Винья-дель-Мар), где играл до 1963 года. Затем он перешёл в «Ривер Плейт», но не смог занять место в основном составе, поэтому ему пришлось вернуться на родину, на этот раз в клуб «Коло-Коло». В 1967 году он вернулся в «Эвертон» (Винья-дель-Мар), однако после автокатастрофы в 1968 вынужден был завершить карьеру. Прощальный матч был проведён в Тьерра-Амарилье на стадионе, который носит его имя.

### В сборной
За национальную сборную Рохас дебютировал 26 февраля 1959, а в 1962 году был включён в состав на Чемпионат мира 1962, где он отметился тем, что забил победный гол в матче против СССР в ворота Льва Яшина, благодаря чему Чили вышла в полуфинал и забил гол в ворота югославов на девяностой минуте, единственный гол чилийцев в том матче, что позволило Чили завоевать третье место. Журнал France Football поставил Рохаса на 81 место среди лучших футболистов мира.